# Gerrit Schellens
Gerrit Schellens (* 22. Juli 1966 in Lommel als Gerardus Schellens) ist ein belgischer Triathlet und zweifacher Europameister (2004 und 2005).

## Werdegang
Gerrit Schellens begann 1993 mit Triathlon.
Er konnte bereits viermal beim Almere-Triathlon auf der Langdistanz (3,86 km Schwimmen, 180,2 km Radfahren und 42,195 km Laufen) gewinnen (2002, 2003, 2004 und 2008).

Im April 2004 wurde er Dritter bei der Duathlon-Europameisterschaft auf der Langdistanz.
2004 und 2005 wurde er Triathlon-Europameister auf der Langdistanz.
In Südafrika wurde er zweimal Ironman-Sieger (2006 und 2007).
Nachdem es für einige Jahre ruhig um ihn geworden war, überraschte er 2014 wieder mit seinem sechsten Rang bei der Europameisterschaft auf der Langdistanz.

## Sportliche Erfolge
| Datum/Jahr    | Rang | Wettbewerb                                         | Austragungsort       | Zeit     | Bemerkung                                                                                             |
| ------------- | ---- | -------------------------------------------------- | -------------------- | -------- | --- |
| 12. Juli 2015 | 9    | Challenge Roth                                     | Roth                 | 08:30:14 | |
| 13. Sep. 2014 | 6    | ETU Long Distance Triathlon European Championships | Almere               | 08:44:30 | bei der Challenge Almere-Amsterdam                                                                    |
| 25. Juni 2010 | 5    | Ironman Switzerland                                | Zürich               | 08:38:26 | |
| 22. Mai 2010  | 4    | Ironman Lanzarote                                  | Puerto del Carmen    | 08:56:58 | |
| 30. Aug. 2008 | 1    | Almere-Triathlon                                   | Almere               | 08:22:49 | |
| 2007          | 2    | Ironman 70.3 Austria                               | St. Pölten           |          | |
| 18. März 2007 | 1    | Ironman South Africa                               | Port Elizabeth       | 08:33:05 | Sieger neben Natascha Badmann bei den Frauen                                                          |
| 26. Aug. 2006 | 3    | ETU Long Distance Triathlon European Championships | Almere               | 05:39:00 | Dritter bei der Triathlon-Europameisterschaft auf der Langdistanz im Rahmen des UPC Holland Triathlon |
| 2. Juli 2006  | 3    | Ironman Switzerland                                | Zürich               | 08:30:01 | |
| 20. Mai 2006  | 3    | Ironman Lanzarote                                  | Puerto del Carmen    | 09:01:04 | [ 4 ]                                                                                                 |
| 19. März 2006 | 1    | Ironman South Africa                               | Port Elizabeth       | 08:36:06 | Sieg bei seinem ersten Rennen als Triathlon-Profi                                                     |
| 2005          | 26   | Ironman Hawaii                                     | Hawaii               | 08:47:34 | |
| 21. Mai 2005  | 3    | Ironman Lanzarote                                  | Puerto del Carmen    | 08:59:23 | |
| 1. Juli 2005  | 1    | ETU Long Distance Triathlon European Championships | Säter                | 05:48:49 | Triathlon-Europameister auf der Langdistanz                                                           |
| 17. Juli 2004 | 1    | ETU Long Distance Triathlon European Championships | Immenstadt im Allgäu | 06:49:00 | Europameister beim Allgäu Triathlon                                                                   |
| 28. Aug. 2004 | 1    | Almere-Triathlon                                   | Almere               | 08:17    | |
| 2003          | 3    | ETU Long Distance Triathlon European Championships | Fredericia           | 05:49:31 | Dritter bei der Triathlon-Europameisterschaft auf der Langdistanz                                     |
| 18. Okt. 2003 | DNF  | Ironman Hawaii                                     | Hawaii               | –        | |
| 2003          | 4    | Ironman Lanzarote                                  | Puerto del Carmen    | 09:05:30 | |
| 2003          | 1    | Almere-Triathlon                                   | Almere               | 08:20:53 | |
| 2002          | 1    | Almere-Triathlon                                   | Almere               | 08:28:04 | |

| Datum/Jahr    | Rang | Wettbewerb                                        | Austragungsort | Zeit | Bemerkung                                                   |
| ------------- | ---- | ------------------------------------------------- | -------------- | ---- | ----------------------------------------------------------- |
| 25. Apr. 2004 | 3    | ETU Long Distance Duathlon European Championships | Venray         |      | Duathlon-Europameisterschaft im Rahmen des Powerman Holland |

(DNF – Did Not Finish)